# Limanton
Limanton és un municipi francès situat al departament del Nièvre i la regió de Borgonya - Franc Comtat.